# Església de la Font Donadora de Vida
L'església de la Font Donadora de Vida (grec: Ιερός Ναός της Ζωοδόχου Πηγής, Ierós Naós tis Zoodokhu Pigís), monestir de la Font Donadora de Vida (grec: Μονή της Ζωοδόχου Πηγής, Moní tis Zoodokhu Pigís) o monestir de la Mare de Déu de la Font (grec: Μονή τῆς Θεοτόκου της Πηγής, Moní tis Theotoku tis Pigís; turc: Balıklı Meryem Ana Rum Manastiri) o simplement Zoodokhos Pegí (grec: Ζωοδόχος Πηγή, ‘font donadora de vida’) és un temple ortodox situat a la ciutat turca d'Istanbul. L'església actual, construïda el 1835, té la mateixa dedicació que el santuari bastit en aquest mateix lloc entre finals del segle v i principis del segle vi. L'edifici original fou reformat diverses vegades al llarg del temps fins que al segle xv fou destruït pels otomans. El complex deu el seu nom a una font sagrada que hi havia a prop i que es deia que tenia propietats curatives. Des de fa un mil·lenni i mig és un dels principals centres de pelegrinatge de l'Església Ortodoxa Grega.

## Ubicació
L'església es troba a Istanbul, al districte de Zeytinburnu, al barri de Balıklı, arran de la Balıklı Silivrikapı Sokak. Es troba uns centenars de metres fora del recinte emmurallat, a mig quilòmetre de la Porta de Silivri (turc: Silivri Kapısı). El complex gaudeix de la protecció d'una muralla alta, al bell mig d'un espai verd, envoltat per cementiris ortodoxos i armenis.

## Història

### Època romana d'Orient

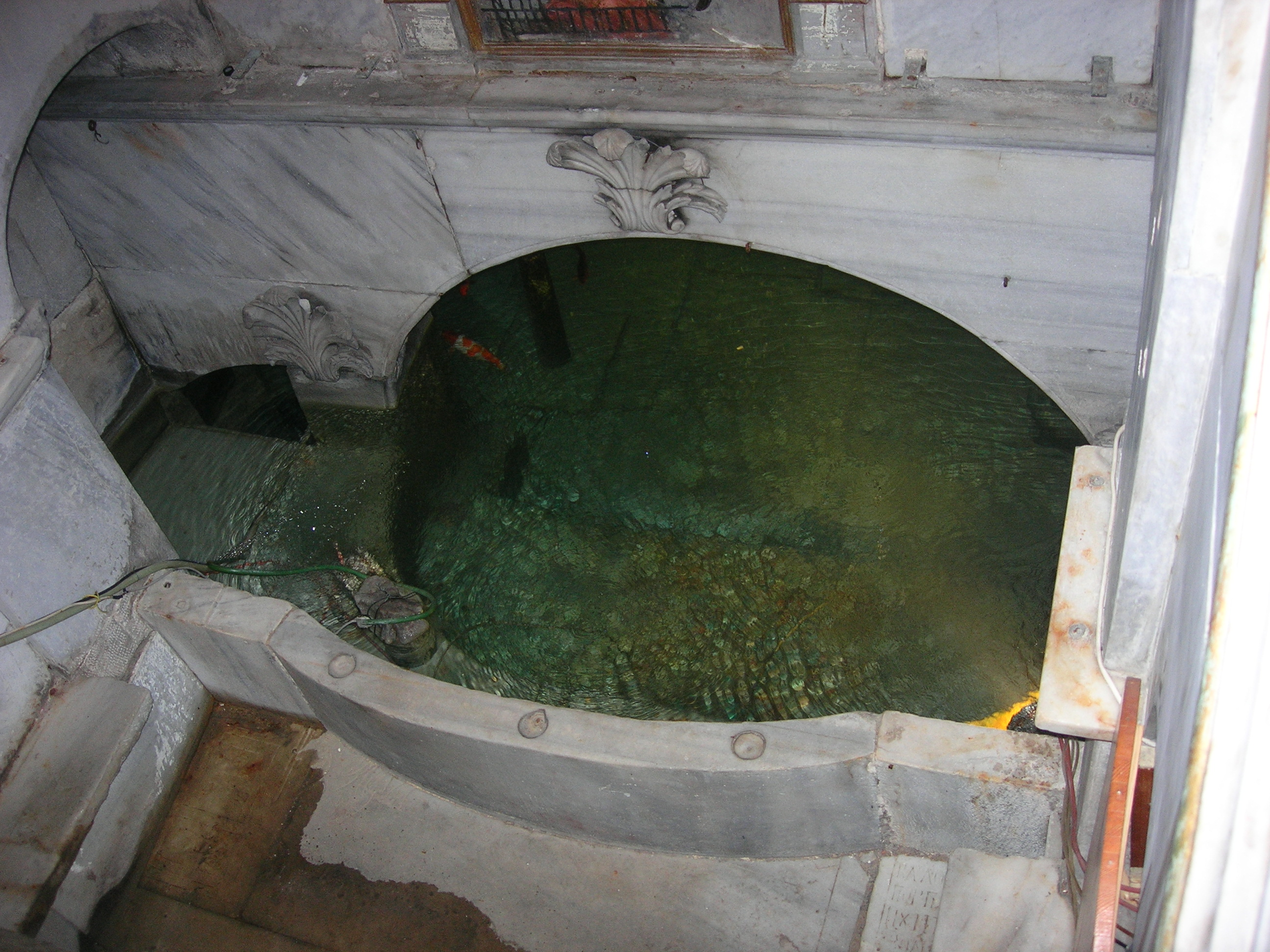
L'hagiasma

Segons els historiadors Procopi i Cedrè, l'església fou bastida per l'emperador Justinià I el Gran a la darreria del seu regnat (cap al 559-560), prop d'una font sagrada (grec: ἁγίασμα, hagiasma, del qual deriva el mot turc ayazma) situada fora de les muralles teodosianes, a l'altura de la Porta de la Font. L'emperador estava caçant quan veié una petita capella amb tot de dones al voltant. Preguntà què era aquell edifici i li respongueren que era la «font dels miracles». A l'acte, manà bastir-hi una església sublim amb el material sobrant de la construcció de Santa Sofia.
Segons una llegenda més recent, el santuari fou erigit per l'emperador Lleó I el Traci (r. 457-474) després d'un miracle esdevingut quan encara era un soldat. Abans d'entrar a la ciutat, Leo topà un cec que li demanà aigua. Una veu femenina ordenà al futur emperador que mullés els ulls del cec amb aigua d'un aiguamoll que hi havia a prop. La mateixa veu afegí que havia triat aquell lloc per ser-hi venerada i que un dia se cenyiria la corona imperial. Lleó acatà l'ordre i el cec recuperà la vista a l'acte. Un cop instal·lat al tron, l'emperador feu construir una església magnífica en el lloc dels fets. Aquesta llegenda és possiblement un invent posterior dels monjos del santuari. Pot ser que ja hi hagués un petit monestir abans de Justinià.
L'edifici fou reformat mantes vegades al llarg dels segles. Les reformes més importants foren per reparar els danys causats per terratrèmols: un el 790, en temps de l'emperadriu Irene, i un de més gran el 860, durant el regnat de Basili I el Macedoni (r. 867-886). El 7 de setembre del 924, el tsar Simeó I de Bulgària calà foc al complex, que fou restaurat tot seguit per Romà I Lecapè (r. 920-944). Tres anys més tard, el fill de Simeó, Pere, es casà amb Maria, neboda de Romà.
Com que estava a fora de la ciutat, el monestir sovint fou un lloc d'exili. Jordi Monòmac hi fou desterrat el 1078. El 1084, l'emperador Aleix I Comnè hi confinà el filòsof Joan Ítal per les seves teories neoplatòniques.
Segons les fonts romanes d'Orient, l'ocupació de l'església pel clergat llatí després de la Quarta Croada feu cessar el dit «miracle habitual».
El 1328, Andrònic III Paleòleg feu servir el monestir com a base per atacar Constantinoble. Dos anys més tard, quan semblava que estava a les portes de la mort a Demòtica, begué aigua de la font i es restablí en un instant.
Quan els otomans assetjaren Constantinoble el 1422, el soldà Murad II acampà al santuari. No se sap si els romans d'Orient arribaren a restaurar l'edifici abans de la caiguda de la ciutat el 1453.  Els pelegrins russos del segle xv no esmenten l'església, només la font.

### Èpoques otomana i turca
Pierre Gilles, un erudit del segle xvi, escrigué que l'església ja no existia el 1547, però això no impedia que els malalts continuessin acudint a la font.

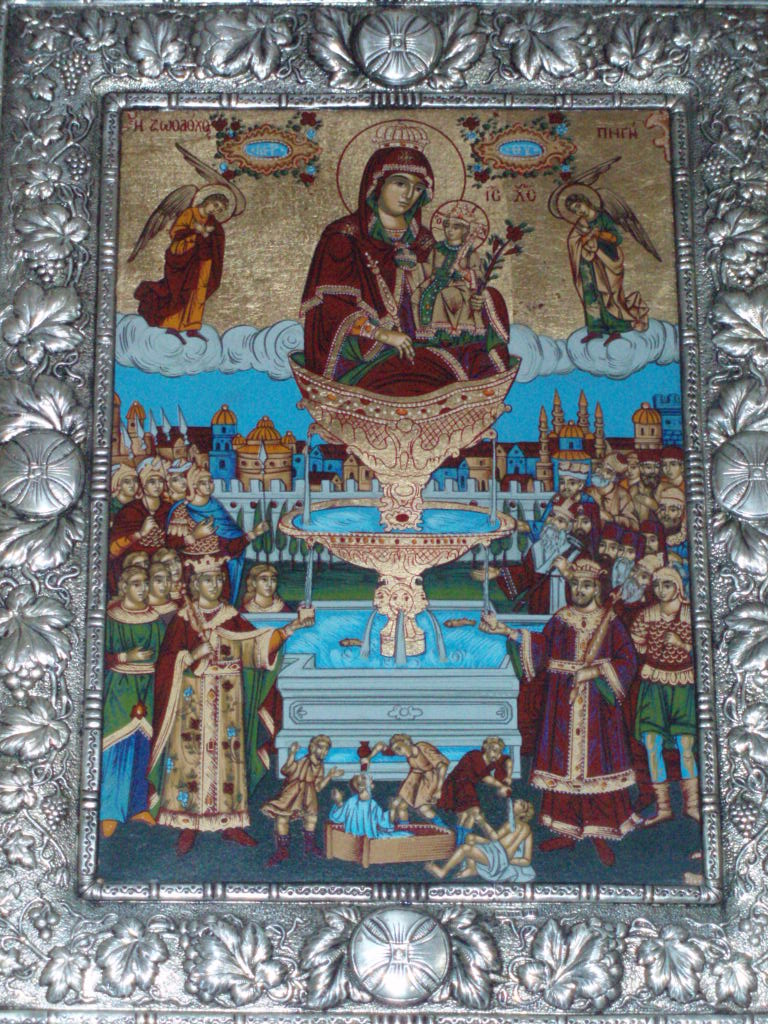
Icona moderna de la Mare de Déu de la Font Donadora de Vida. La representació mostra algunes diferències respecte al tipus antic.

El 1727, Nicodem, metropolità de Derkos i Neokhórion, construí una petita capella a sobre de la font sagrada. S'hi venerava una icona descoberta als fonaments de l'antiga església. Els armenis intentaren apoderar-se de la font, però un seguit de firman en garantiren la posseeixen als grecs. El complex era vigilat per guardians turcs que cobraven als pelegrins un impost que servia per finançar el manteniment de les presons. Més tard, el complex acabà en mans del Patriarcat Ecumènic de Constantinoble fins que el 1821 els geníssers destruïren la capella i emmetzinaren la font. Un firman del 1833 donà permís al patriarca Constanci I per reconstruir l'església, que fou inaugurada el 1835.
El 6 de setembre del 1955 fou un dels objectius de la turba que perpetrà el pogrom d'Istanbul amb el suport de l'Estat turc. La gentada obrí els sarcòfags dels patriarques ecumènics que hi havia a fora de l'església i en dispersaren les despulles. A més a més, tant l'església com els monestirs foren cremats fins als fonaments. Els danys han estat reparats.
Avui en dia, el santuari és dirigit per un bisbe titular i és un dels més concorreguts entre els ortodoxos d'Istanbul, que el solen visitar per divendres de Pasqua i el 14 de setembre. En aquests dos dies s'hi celebra una gran festa tant profana com religiosa. Els funerals de persones enterrades al cementiri veí també se celebren allí.
A l'època romana d'Orient, el santuari fou un dels més eminents de Constantinoble. Per l'ascensió de Jesús, l'emperador desembarcava al petit port de la Porta Àuria. Cavalcava fins al santuari, on era aclamat per les faccions, que li oferien una creu i garlandes. Seguidament es posava la túnica cerimonial a les seves cambres i, després de rebre el patriarca, els dos entraven a l'església agafats de la mà. Després de la celebració, convidava el patriarca a sopar.
Les futures emperadrius que arribaven a Constantinoble per a les seves noces eren rebudes pel seu nuvi al monestir de la Font.
La festa de dedicació de l'església es produí el 9 de juliol. A més a més, s'hi celebraven l'ascensió, les noces de Canà (8 de gener) i l'aniversari del miracle de Lleó I el 16 d'agost.
La Font Donadora de Vida fou la inspiració de nombrosos monestirs i esglésies que porten el mateix nom arreu del món hel·lènic, però la majoria d'ells foren bastits després de la caiguda de l'Imperi Romà d'Orient.
La icona que representa la Verge de la Font la mostra beneint i abraçant el Nen. L'envolten dos àngels i, en general, seu a la més alta de les dues piques sostingudes per un doll d'aigua que brolla d'una pica de marbre més grossa adornada amb una creu. Al seu voltant es poden veure l'emperador i la seva guàrdia, mentre que a l'esquerra hi ha el patriarca i els seus bisbes. Al rerefons hi ha Lleó I i el cec davant de les muralles de la ciutat. A sota de la pica, l'aigua de la font cura un paralític i un foll.

## Descripció

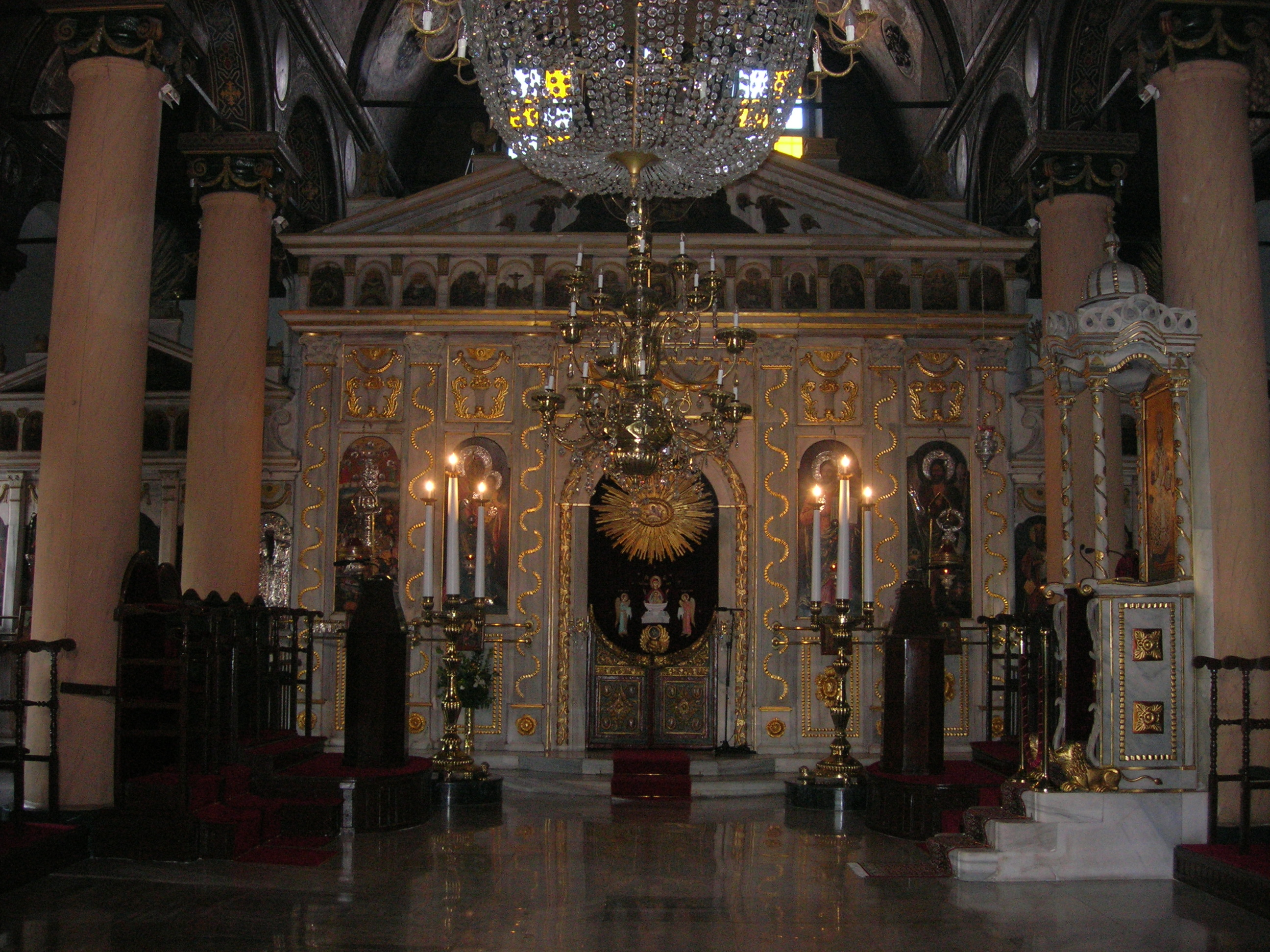
Interior de l'església

Segons els escrits de Nicèfor Cal·list Xantopul al segle xiv, l'església tenia una forma rectangular de tipus basílica, amb una proporció de 4:3, i estava parcialment sota terra. Estava envoltada per dos exonàrtexs (oest i est) i dos esonàrtexs (nord i sud). La llum de l'exterior es concentrava a la font, a la qual es podia accedir baixant per dues escales de 25 esglaons. Cada escala estava vorejada per una balustrada de marbre i coronada per una arcada. L'aigua queia en una pica de marbre i una canalització la distribuïa per l'església. L'edifici estava decorat amb pintures al fresc i coronat per una cúpula que lluïa amb or pur. Al voltant de l'església hi havia tres capelles amb sengles dedicacions a sant Eustraci, la Mare de Déu i santa Anna.
L'església actual també és rectangular. Té una orientació aproximada d'est a oest i consisteix en tres naus dividides per columnes i precedides per un esonàrtex. Al cantó nord-oest hi ha un campanar metàl·lic. L'interior està profusament decorat. A la dreta, prop del centre de la nau, hi ha un púlpit, mentre que a l'extrem hi ha un bell iconòstasi. A la dreta de l'iconòstasi hi ha una icona que, segons la tradició, fou pintada per sant Lluc. La font es troba en una cripta subterrània que hi ha a fora de l'església i s'hi pot accedir baixant per una escala paral·lela als costats llargs de l'església. Una escala simètrica condueix des de la cripta fins al pati de l'església. La cripta està decorada amb pintures i icones. Al damunt hi ha una corona amb una representació de Crist en un cel estelat. L'aigua flueix en una piscina de marbre on neden peixos. Aquests peixos estan a la piscina des de fa segles i rauen a l'origen del nom turc del complex (balikli significa ‘[lloc] de peixos' en turc). Segons una llegenda tardana, el dia de la conquesta de Constantinoble hi havia un monjo fregint peixos prop de la font. Quan un company l'avisà de la caiguda de la ciutat, li respongué que només se'l creuria si els peixos que cuinava tornaven a la vida. Dit i fet, els peixos saltaren a la piscina i començaren a nedar.
El pati de l'església és un cementiri amb tombes de marbre, la majoria de les quals daten dels segles xix i x i pertanyien a Rûm rics d'Istanbul. També hi ha enterrats diversos patriarques. En són característiques les làpides amb inscripcions en karamànlida, que constitueixen, de llarg, el grup més gran que ha perdurat en aquesta llengua. Al voltant del complex hi ha dos grans cementiris, un d'armeni i un de grec, tancats per muralles altes.
A aproximadament un quilòmetre al sud de l'església hi ha un important hospital grec, l'Hospital Grec de Balıklı.